# Frederic William Burton
Sir Frederic William Burton (Contae Chill Mhantáin, 8 aprile 1816 – Londra, 16 marzo 1900) è stato un pittore irlandese.
Fu direttore della National Gallery di Londra.
Frederic William Burton nacque nel 1816 in Irlanda. Suo padre, Frederick Mallet Burton, era un pittore amatoriale di paesaggi ed incoraggiò il talento di suo figlio inviandolo nel 1826 a Dublino dove apprese nuove tecniche grazie all'apprendistato presso il pittore Samuel Frederick Brocas. Nel 1837, a soli ventun anni, Burton divenne membro della Royal Hibernian Academy divenendone poco dopo accademico nel 1839. Nel 1840 presentò il suo primo dipinto The Blind Girl at the Holy Well alla Royal Hibernian Academy. Nel 1842 si recò in Inghilterra, dove espose alcuni suoi lavori nella Royal Academy di Londra. Nel 1851 si recò in Germania e più precisamente in Baviera, prima di una lunga serie di visite in gran parte dell'Europa, che gli fornì una buona cultura artistica. Nel 1874 venne nominato direttore della National Gallery di Londra come successore di Sir William Boxall. Come direttore del museo, Burton diede un fondamentale contributo all'acquisizione di prestigiose opere d'arte come la Vergine delle Rocce di Leonardo e il Ritratto di Carlo I a cavallo di Antoon van Dyck. Tra le altre opere, lavori di Raffaello, Hans Holbein il Giovane, Diego Velázquez e di numerosi pittori italiani del Rinascimento. Durante il periodo di direzione di Burton, la galleria ottenne circa cinquecento nuove opere.
Dopo la sua morte Burton venne seppellito nel cimitero di Mount Jerome.

## Galleria d'immagini

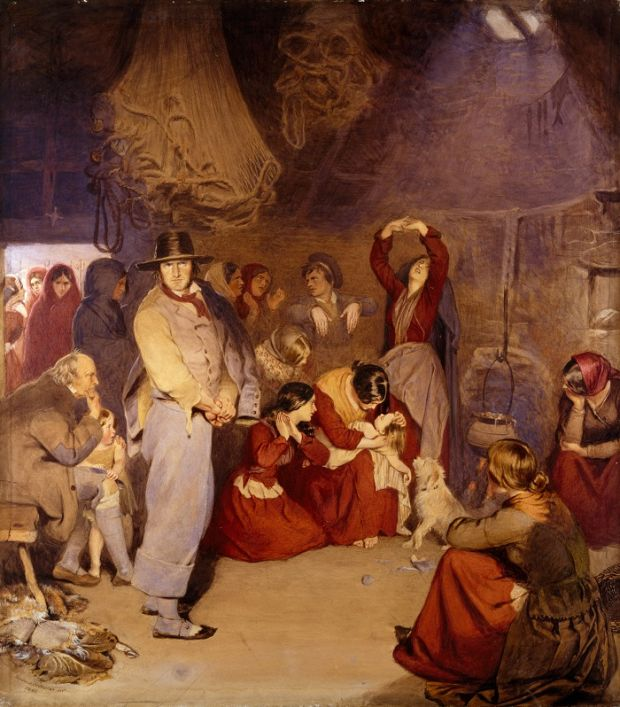
The Aran Fishermans Child, 1841 (acquerello).
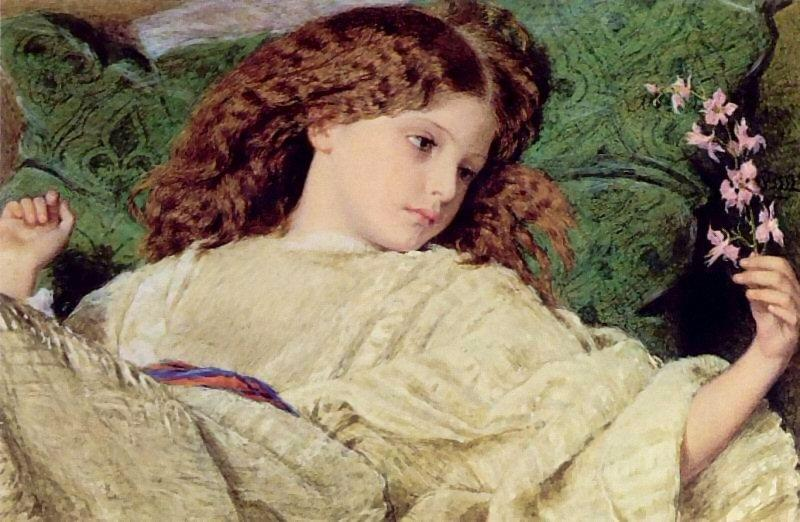
Dreams, 1863.
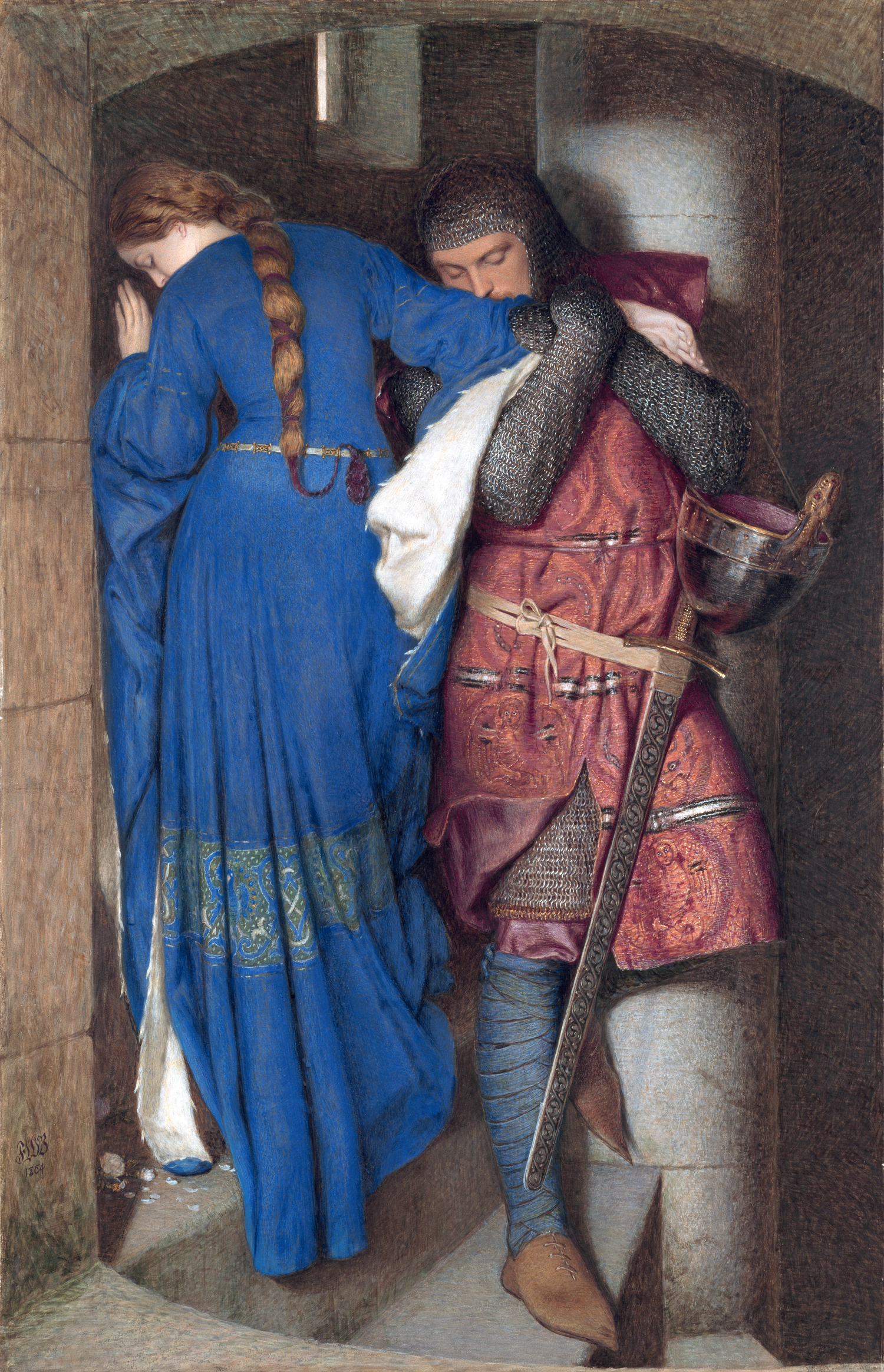
The Meeting on the Turret Stairs (Hellelil and Hildebrand), 1864.
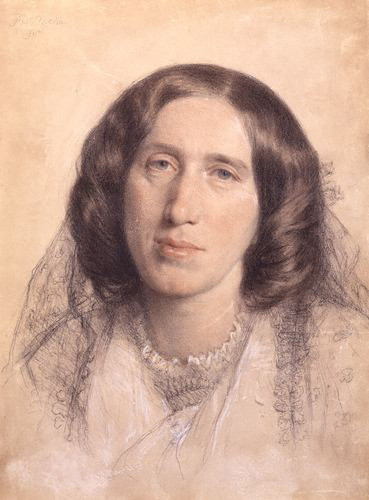
Ritratto di George Eliot, 1865.